# Миле Будак
Ми́ле Бу́дак (хорв. Mile Budak) (1889, Светий Рок, тепер Ліцько-Сенська жупанія, Хорватія — 1945, Загреб) — хорватський державний діяч, дипломат, письменник.

## Біографія
Народився 30 серпня 1889 року в Хорватії. При народженні отримав ім'я Светозар, пізніше змінив його на Миле. Член профашистської партії усташів в Хорватії, організатор геноциду проти сербів, циган і євреїв, заслужив прізвисько «міністр культури з автоматом». Письменник (його романи і тепер продаються в Хорватії). Закликав до вигнання сербів із Хорватії та їх знищення.
Після приходу до влади усташів зайняв посаду міністра освіти, релігії і культів, а також заступника голови партії усташів Анте Павелича, був міністром закордонних справ Хорватії. Перебуваючи на посаді, в офіційних документах використовував псевдонім — Светозар Шибашкович.
У 1945 при спробі виїхати до Австрії заарештований югославськими партизанами.
07 червня 1945 року страчений партизанами разом із іншими діячами профашистського режиму (див. Бляйбурзька різанина).
З 1991 року в Хорватії видавалися його твори як письменника і борця за незалежність Хорватії. Але після приходу до влади уряду Іво Санадера до Будака змінилося ставлення, було перейменовано вулиці з його ім'ям, демонтовано меморіальну дошку.